# Mareng
Mareng (en népalais : मरेङ) est un comité de développement villageois du Népal situé dans le district d'Arghakhanchi. Au recensement de 2011, il comptait 3 923 habitants.